# ベイラー大聖堂 (ゲーム・オブ・スローンズ)
『ベイラー大聖堂』はHBO(日本ではスター・チャンネルが放送)のファンタジー・ドラマ・シリーズである『ゲーム・オブ・スローンズ』の第1章『七王国戦記』の第9話である。プロデューサーでもあるデイヴィッド・ベニオフ と D・B・ワイスが脚本を書き、 アラン・テイラーが監督した。
囚われの身となり、大逆罪で訴えられたエダード・スタークが、娘たちを救うために虚偽の自白をすべきか迷う。妻のキャトリンは、息子のロブがラニスター家に対して初陣を戦えるように、戦略的に重要な河を渡るための交渉をウォルダー・フレイ公と行う。一方、ジョン・スノウはメイスター・エイモンの秘密を知り、デナーリスはカール・ドロゴの治療をするために、ドスラク人の伝統に挑戦する。

## あらすじ

### ラニスターの陣
戦陣の宴で、タイウィン公(チャールズ・ダンス)はティリオン(ピーター・ディンクレイジ)とその味方の〈山の民〉が先鋒で戦うと、ティリオンに告げる。ティリオンは父が自分を殺そうとしているのではないかと疑う。ティリオンがテントに帰ると、ブロン(ジェローム・フリン)が娼婦のシェイ( シベル・ケキリ)を見つけてきている。3人は身の上話を交わし、ティリオンは、16歳の時に、兄ジェイミー(ニコライ・コスター＝ワルドー))とともに、ティシャという娘を救いだし、結婚したことを明かす。だが父タイウィンがこれを知ると、ティシャが実は雇われた娼婦であったとジェイミーに告白させた。そしてラニスター家の衛兵たちが全員銀貨１枚ずつ払いティシャと性交するところを見るよう強いられたと話す。
しばらくして、スターク家の軍勢が近づいたと、ブロンがティリオンを起こす。ティリオンは鎧を身につけ、〈山の民〉に戦いを命じる。だがティリオンは味方の軍勢に踏みつけられ、意識を取り戻した時には戦いは終わっている。タイウィンは、スターク軍は2千の兵しかいなかったと言い、残りの1万8千の兵はどこに行ったのかと訝る。

### 双子城
スターク軍は武装された橋である双子城にやって来る。ここはキャトリン(ミシェル・フェアリー)の父のホスター・タリーに忠誠を誓う、ずる賢いウォルダー・フレイ(デイビッド・ブラッドリー)が支配する場所である。だがフレイ公は橋を閉鎖して軍の通行を拒否し、キャトリンは息子ロブ(リチャード・マッデン)の代理として交渉する。厳しいやり取りの後、フレイ公は橋の通行を許し、助勢を約束するが、その代わりにロブとアリアが自分の子と結婚することを求める。ロブは渋りながらも受け入れる。
河を渡った後、ロブは軍勢を二つに分け、タイウィン公の注意をそらすために2千人の兵を送る。ロブがラニスターの斥候に誤った情報を流したため、タイウィン公の軍はこれがロブの全軍だと信じ込む。ロブの軍の大半はジェイミーの軍に密かに近づいて破り、ジェイミーを捕虜とする。ジェイミーは一対一の決闘での決着を求めるが、ロブは拒絶する。

### 〈壁〉
総帥ジオー(ジェームズ・コスモ)は、死から甦り〈亡者〉となった哨士から命を救われた礼に、息子のサー・ジョラーが追放前に所持していた剣”ロングクロウ”をジョン(キット・ハリントン)に贈る。だが、サム(ジョン・ブラッドリー)が ラニスター家と戦うロブの軍の話をした時、ジョンは動揺し、ロブを助けてその傍にいるべきだと感じる。
メイスター・エイモンはジョンを呼び、なぜ〈冥夜の守人〉が結婚しないのかを説明し、それは愛する家族への忠誠心と、規則を守る義務の間の苦しい選択を避けるためだと言う。メイスター・エイモンは実は狂王エイリス・ターガリエンの叔父であり、デナーリス・ターガリエンの大叔父にあたるエイモン・ターガリエンであり、ターガリエン家が王位から追われ、親族が殺され追放されるのを〈壁〉から見守るしかなかったため、その辛さが良く分かると言う。エイモンは、ジョンは〈冥夜の守人〉への義務と家族への義務のいずれかを選ばなければならないと言い、いずれにしてもその選択の結果は、ジョンの残りの人生に付きまとうことになると言う。

### 狭い海の向こう側
カール・ドロゴ(ジェイソン・モモア)は前話で受けた胸の傷が化膿して苦しみ、落馬するが、これはドスラク人の間では弱さの徴とされる。デナーリス(エミリア・クラーク)はテントにドロゴを運び入れさせ、ミリ・マズ・ドゥールを呼ぶ。ドスラク人は強さのみを尊重するため、今すぐにここを去るべきだとジョラー(イアン・グレン)は言う。ドロゴが死ねば、コソやほかの血縁騎士たちが後継者となるために戦い、勝者はデナーリスとまだ生れぬ子を殺して、敵を減らすだろうと言う。ミリがドロゴは助けられず、安楽死させるべきだと言っても、デナーリスはドロゴを見捨てようとしない。デナーリスはミリに〈血の魔術〉を用いるよう願うが、ミリは命の代償は死だけだと言い、魔術は望ましくない結果を招くことがあると警告する。ミリは馬をテントに入れてその喉を斬り裂き、人々を立ち去らせる。コソはデナーリスの行為に驚き、魔術を止めようとするが、邪魔をさせまいとするモーモントに殺される。陣痛がデナーリスを襲うが、ドスラク人の産婆はデナーリスが呪われたと信じて誰も助けようとしない。絶望のあまり、モーモントはデナーリスをドロゴのテントに運び入れてミリの助けを求める。

### キングズランディング
ヴァリス公(コンリース・ヒル)が牢のエダード(ネッド)(ショーン・ビーン)を訪ね、虚偽の自白をしてジョフリー王(ジャック・グリーソン)に忠誠を誓えば、サーセイ (レナ・ヘディ)はエダードを助命して〈壁〉に追放すると言う。エダードははじめ拒否するが、娘サンサ(ソフィー・ターナー)の命もかかっているとヴァリスが言ったため、考え直す。
ラニスター家から逃れた後、次女のアリア(メイジー・ウィリアムズ)はキングズランディングの通りの乞食として暮らしているが、父が神々の前で裁かれるため、ベイラー大聖堂の前に人々が集まっていることを知る。ジョフリー、サーセイ、サンサそして小評議会が見守る中、エダードは人々の前で反逆罪を告白し、ジョフリー王に忠誠を誓う。約束したように、サーセイとサンサはジョフリーにエダードの助命を請う。だがジョフリーは約束を破り、エダードの斬首を命じる。サンサが恐怖の目で見守る中、サーセイ、ヴァリスそして小評議会は処刑をやめさせようとし、アリアも父を救おうとするが〈冥夜の守人〉の新兵募集係のヨーレンに止められ、父親の処刑の場面を見ないで済む。

## 製作

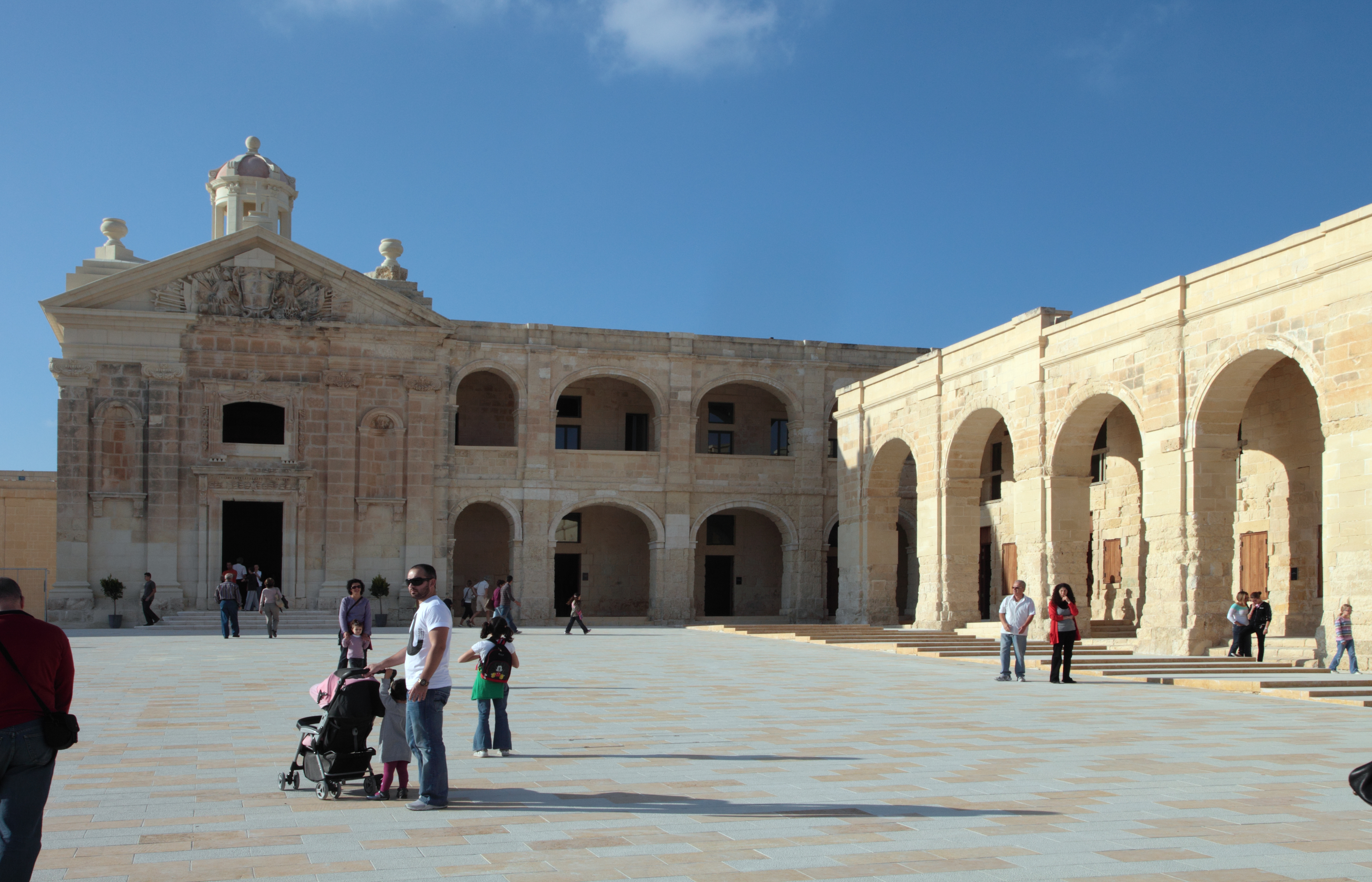
ベイラー大聖堂のシーンはマルタで撮影された

### 脚本
原作第一部『七王国の玉座』の第58-60章、第62-65章に基づいて、プロデューサーでもあるデイヴィッド・ベニオフ と D・B・ワイスが脚本を書いた。
ティリオン、ブロン、シェイが酒を飲む遊びをしているシーンがドラマのために付け加えられ、以前の章で語られた、ティリオンの失敗に終わった結婚の話が使われた。その他、ロブ・スタークが軍を分けた戦略も原作とは異なる。また、ターガリエン家の家系図にも変更があり、原作では狂王エイリスはエイゴン・ターガリエン五世の孫であるところが、ドラマでは子とされている。すなわちジェヘアリーズ二世が家系図から消えている。
タイトルは、七王国における主要な宗教である七神正教の、キングズランディングにおけるもっとも重要な建物であるベイラー大聖堂をさしている。ベイラーは、かつてのターガリエン王朝の王であり、七神正教の信仰篤い後援者であった。

### キャスティング
本エピソードでは、娼婦のシェイ役で、ドイツ人女優 シベル・ケキリが登場する。原作者のジョージ・R・R・マーティンによれば、「オーディションでは綺麗な女優が何人もシェイの役を演じた。だがシェイには別の面がある。シェイはほかの娼婦ほど、この職業に慣れていない。普通の女の子のようにはしゃぎ、傷つきやすく無垢なところがある。シェイ役の候補は皆すばらしく魅力的だった。何人かはほかの候補にないものを持っていた。だがシベルは特別だった。オーディションをみたら、熱い血の流れる男なら誰でも、全員をベッドに誘いたいと思うだろう。だがシベルとは恋に落ちるのさ。」

### ロケーション
室内のシーンはベルファスト郊外のスタジオで撮影され、スターク家およびラニスター家の陣や双子城は北アイルランドの古城で撮影された。
ベイラー大聖堂のシーンはマルタで撮影された。

## 評判

### 視聴者数
初回視聴者数は270万人となり、前話と並んでシーズン最高を記録した。同夜の再放送を含めると340万人となった
。

### 賞
本エピソードの演技によって、ピーター・ディンクレイジは2011年プライムタイム・エミー賞の助演男優賞ミニシリーズ/テレビ映画部門を受賞した。また、本エピソードは同賞の脚本賞ドラマ部門にノミネートされた。

## 参照
1. ↑  Hibberd, James. “'Game of Thrones' stunner ties ratings high”. Entertainment Weekly. 2011年7月16日時点のオリジナルよりアーカイブ。2011年6月14日閲覧。
2. ↑  Davis, Spenser (2011年8月14日). “The curious Emmy case of 'Game of Thrones' star Peter Dinklage”. goldderby.com. 2012年2月18日閲覧。